# ملكة جمال الولايات المتحدة الأمريكية 1968
ملكة جمال الولايات المتحدة الأمريكية 1968 (بالإنجليزية: Miss USA 1968)‏ هي النسخة السابعة عشرة من مسابقة ملكة جمال الولايات المتحدة الأمريكية منذ انطلاقتها عام 1952، أقيمت المسابقة في 18 مايو 1968 على الهواء مباشرة بواسطة شبكة سي بي إس في مدينة ميامي بيتش ، فلوريدا ، تم استضافة المسابقة من قبل المقدم بوب باركر. في نهاية الحدث فازت بالمسابقة دوروثي أنستيت من واشنطن توجت من قبل ملكة الجمال المنتهية ولايتها شيريل باتون من فلوريدا. كانت أنستيت هي المرأة الأولى - والوحيدة حتى الآن - من واشنطن التي تفوز بلقب ملكة جمال الولايات المتحدة الأمريكية ، واستمرت في المركز الرابع في مسابقة ملكة جمال الكون 1968.

## النتائج

### المراكز النهائية
| النتائج النهائية                          | المتنافسة |
| ----------------------------------------- | --- |
| ملكة جمال الولايات المتحدة الأمريكية 1968 | - واشنطن - دوروثي أنستيت |
| الوصيفة الأولى                            | - ماريلاند - بوليت ريك |
| الوصيفة الثانية                           | - نيفادا - كاثي لاندري |
| الوصيفة الثالثة                           | - لويزيانا - كاثي هيبرت |
| الوصيفة الرابعة                           | - نيو مكسيكو - بوني تافويا |
| أفضل 15                                   | - ألاباما - كلوديا روبنسون - أركنساس - آن سميثويك - كاليفورنيا - سوزان فروم - كونيتيكت - جانيس شيلينسكي - هاواي - كارول سيمور - ميشيغان - فرجينيا كليفت - نيويورك - جون ويست - أوهايو - ليندا هويل - تينيسي - ساندرا فورس - فرجينيا - لوري بيرك |

## المتسابقات
قائمة الولايات والمندوبات المشاركات في مسابقة ملكة جمال الولايات المتحدة الأمريكية 1968:
| - ألاباما - كلوديا روبنسون - ألاسكا - شارون لونج - أريزونا - شيرلي سبراج - أركنساس - آن سميثويك - كاليفورنيا - سوزان فروم - كولورادو - آن بيل - كونيتيكت - جانيس شيلينسكي - ديلاوير - ديان باركر - مقاطعة كولومبيا - ديان موذرزهيد - فلوريدا - ليزلي باور - جورجيا - ميدج آيفي - هاواي - كارول سيمور - أيداهو - آنا إيفانسون - إلينوي - ساندرا ولسفيلد - إنديانا - نيكي بيك - آيوا - ماركي أندرسون - كانساس - آن لايتون - كنتاكي - جوليا بينكلي - لويزيانا - كاثي هيبرت - مين - شيريل كامبل - ماريلند - بوليت ريك - ماساتشوستس - سونيا برينس - ميشيغان - فرجينيا كليفت - مينيسوتا - آرلين لارسون - مسيسيبي - بريندا كونيرلي - ميزوري - جان بارتون | - مونتانا - كريستينا بيكر - نبراسكا - ليندا دريشر - نيفادا - كاثي لاندري - نيوهامبشير - ديبورا ستيرز - نيوجيرسي - ليندا بابا - نيومكسيكو - بوني تافويا - نيويورك - جون ويست - كارولاينا الشمالية - كيلي مور - داكوتا الشمالية - جويل كريستنسن - أوهايو - ليندا هويل - أوكلاهوما - ليندا بيرتوزي - أوريغون - مارشا ماير - بنسيلفانيا - باربرا فيرلاندر - رود آيلاند - بيتي لو ويتمور - كارولاينا الجنوبية - كاثرين كنوى - داكوتا الجنوبية - بيرين بلاكسميث - تينيسي - ساندرا فورس - تكساس - جيني ويلسون - يوتا - شيلي كانون - فيرمونت - سوزان جلين - فيرجينيا - لوري بيرك - واشنطن - دوروثي أنستيت - فيرجينيا الغربية - باتريشيا كوين - ويسكونسن - جانيس كروبس - وايومنغ - بيني سميثرز |

## روابط خارجية
- موقع ملكة جمال الولايات المتحدة الأمريكية الرسمي